# Matías Ramos
General de División 
Matías Ramos Santos (El Salvador, Zacatecas; 24 de febrero de 1891 - Ciudad de México, Distrito Federal; 4 de marzo de 1962).

## Biografía
Fue un militar revolucionario y político mexicano, que participó relevantemente en la Revolución Mexicana y fue Secretario de la Defensa Nacional y Gobernador de su estado natal Zacatecas.
Hijo legítimo de Ezequiel Ramos y María Santos, el arraigo que su familia tenía en la región partía desde sus abuelos paternos y maternos quienes combatieron a los franceses en 1862-1866, formando parte de las fuerzas del General Don Juan Bustamante, quien fuera jefe de operaciones de una extensa región que incluía los estados de San Luis Potosí, Zacatecas, Nuevo León y parte de Coahuila. Cuando el General Bustamante repartió en venta o por enajenación, las propiedades de las Haciendas "El Peñuelo" en el estado de Nuevo León, "La Encarnación" y "La Ventura" en el de Coahuila, para disfrute de quienes militaron a sus órdenes, dejó una porción de tierra que comprendía San Salvador, Zac. Ahora municipio libre El Salvador, Zac. con una extensión aproximada de 65,000 hectáreas, con el objeto de darlas en arrendamiento a sus fundadores, que eran las familias Ramos y Santos. Para este objeto estableció una administración "al partido", "en numerario" o "a tanto más la fanega de siembra", por lo que su pueblo natal nunca tuvo patrones, ni se reconoció como dependiente de la Hacienda de aquel lugar, por lo que entre sus habitantes desde sus fundadores predominaban las ideas liberales.
El general Matías Ramos inició su vida laboral a la edad de 7 años siendo primeramente agricultor y luego minero con el carácter de gambusino dedicándose a este oficio hasta el año de 1905 en San Salvador, Zac., fecha en que su abuela materna la Sra. Josefa Morales lo invitó a trabajar a la Laguna, Coah., en un rancho denominado “El Nilo”, propiedad de la casa Madero, donde se dedicó a diferentes labores del campo y fue en ese lugar donde tuvo la oportunidad de conocer y tratar a Don Francisco I. Madero y a sus hermanos, Raúl, Julio y Emilio. Siendo uno de tantos trabajadores del campo fue en esa época que sintió su primera impresión revolucionaria en las amables palabras de aquel hombre que en 1910, encabezaría la Revolución y que en aquella ocasión le escuchó decir: «El día en que todos los trabajadores del país tengan los medios para subsistir con el menor esfuerzo y sacrificio, así como también se les proporcione asistencia médica y se hagan extensivos esos beneficios a sus familias, los trabajadores serán felices».
Dos años después regresó a San Salvador a atender a su madre, ya inspirado por esas palabras que consistían en la esencia misma de la transformación social que ya se vislumbraba. Ahí volvió al trabajo de las minas en el que ya se había generalizado el “sistema de raya” por el cual el trabajador percibía un miserable salario diario de un peso a un peso con cincuenta centavos por ese trabajo tan agotador. 
Atento ya a los rumores del movimiento revolucionario que ya corrían con creciente fuerza en los años 1909 y 1910 he inspirado por sus propios y nobles ideales en contra de la injusticia, la opresión y la desigualdad social que se vivía, el 18 de marzo de 1911 ni su juventud, ni el hecho de ser hijo único, ni los tiernos consejos de su madre en los que le pedía que dejara de hacer manifestaciones de simpatía a favor de la revolución, impidieron que se uniera a las filas maderistas revolucionarias ya que tiempo atrás más bien deseaba que esta llegara. Enlistándose primero bajo las órdenes del entonces capitán Gertrudis G. Sánchez, pasando el mismo mes a las órdenes del Dr. y Gral. Rafael Cepeda después a las del general Eulalio Gutiérrez. 

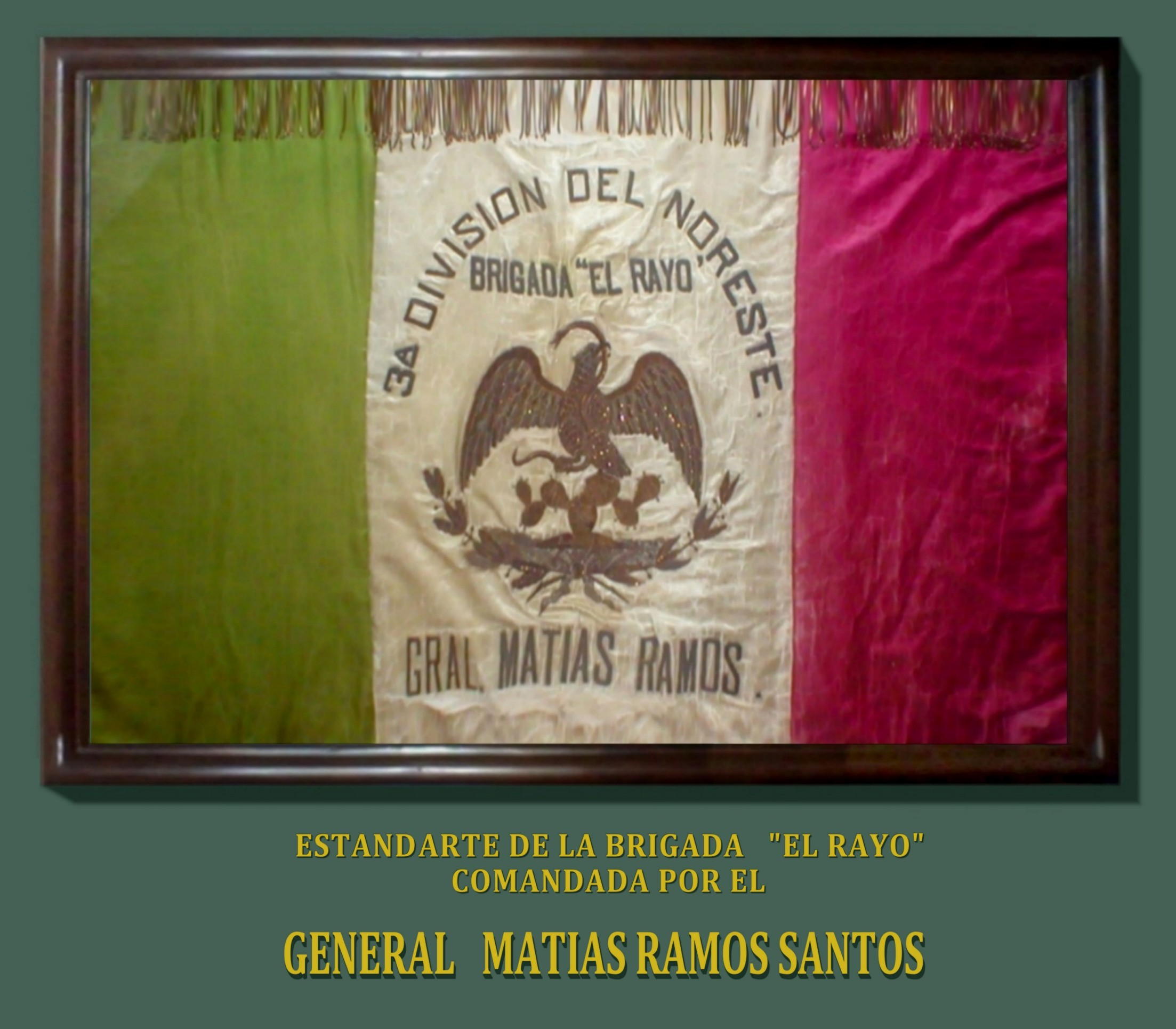
Estandarte de la Brigada "El Rayo"

Comandó las Brigadas "El Rayo" de la 3.ª División del Noreste y “Félix U. Gómez” por encomienda del entonces presidente provisional de México Venustiano Carranza.
En su carrera militar obtuvo los grados de Cabo hasta General de División por rigurosa escala jerárquica debido a sus méritos en campaña. Combatió contra federales, villistas, orozquistas, delahuertistas, estradistas y escobaristas.
El 1.º de marzo de 1929, siendo el general Ramos oficial mayor de la Secretaria de Guerra y Marina, fue nombrado por el presidente Emilio Portes Gil comandante de la 5.ª jefatura de operaciones militares con cuartel general en Chihuahua, Chih. para encabezar la defensa de Ciudad Juárez durante la asonada militar escobarista, atacada furiosamente el 8 de marzo de ese año. Destacando el general Matías Ramos por su valerosa y brillante actuación en la defensa de esa ciudad, con una reducida fuerza de 200 leales y valientes soldados, contra una fuerza numéricamente superior de más de 800 infidentes escobaristas, enviados para ocupar esa población fronteriza por órdenes del general Marcelo Caraveo, bajo el mando del general Miguel Valle adelantándose al grueso de los insurrectos de más de 2000 hombres, que acampados en la capital del estado esperaban bajo las órdenes del General Caraveo listos a secundarlos. 

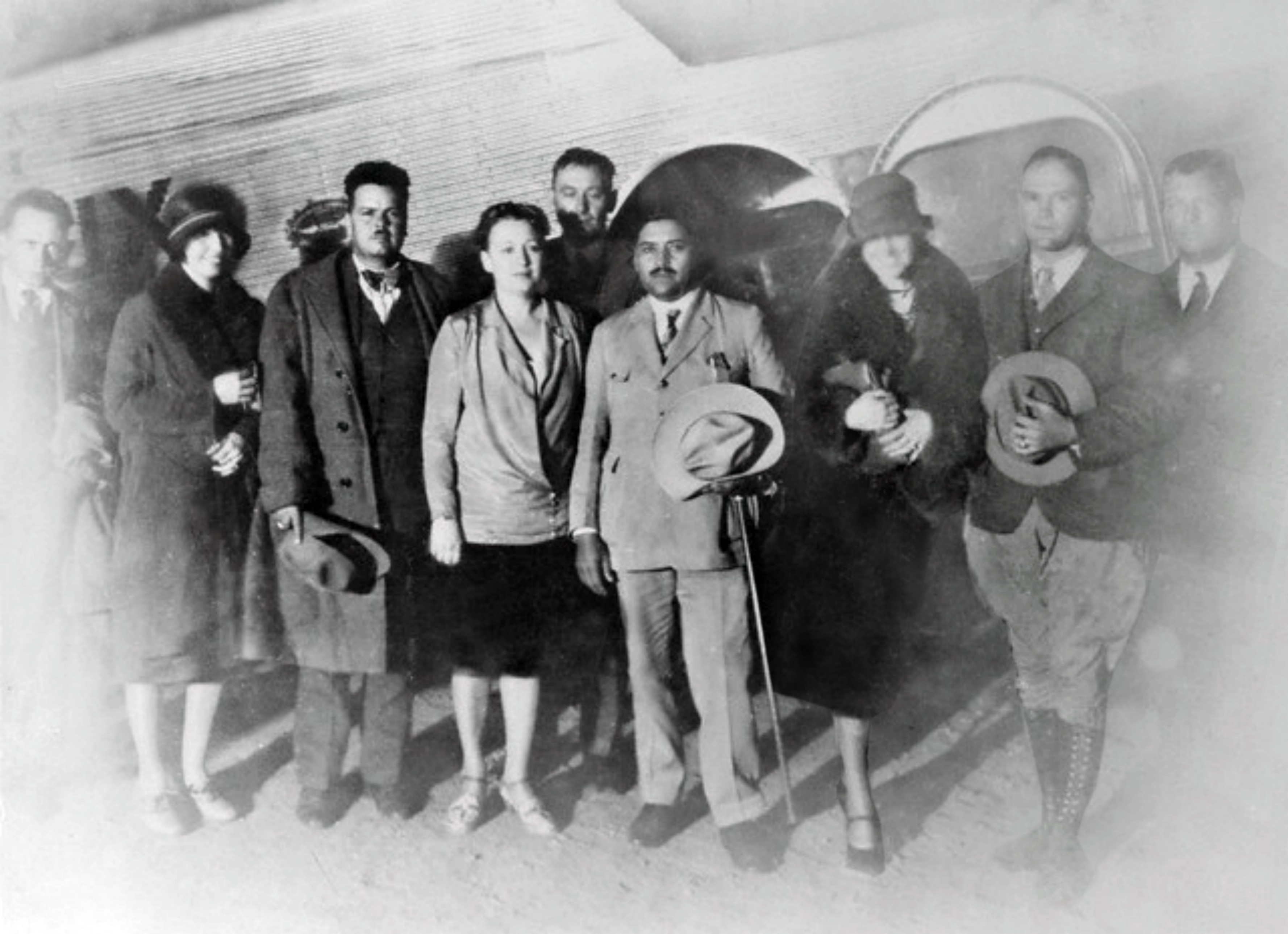
El general Matías Ramos, en el Paso, Tx. el día 14 de marzo, días después de estar en Ciudad Juárez para comandar las tropas federales en la defensa de esa ciudad, durante la asonada militar de 1929. El general Ramos es el hombre con sombrero y bastón, a su izquierda está la Sra. Maddux, a sus espaldas el Sr. Jack L. Maddux, propietario de Maddux Air Lines, a la izquierda de la señora Maddux, el general Ignacio Flores Farías asistente del general Matías Ramos, atrás de todos uno de los aviones Tri-motor Ford 4-AT de Maddux Air Lines.

Están comprobados en los archivos de la SEDENA su participación en sesenta y cinco hechos de armas que constan en su hoja de servicio . Permaneció fiel a Venustiano Carranza primero y luego se unió al Plan de Agua Prieta y a Álvaro Obregón, posteriormente y hasta el fin de su carrera política fue sumamente cercano a Plutarco Elías Calles, se dio de baja del ejército en 1921, pero retornó en 1923 para combatir a la Rebelión Delahuertista, posteriormente por su cercanía con Calles ocupó varios cargos públicos durante el Maximato, como Oficial Mayor y Subsecretario de Guerra y Marina. 
En 1932 fue postulado candidato del Partido Nacional Revolucionario a la Gobernatura de Zacatecas, electo, tomó posesión el 16 de septiembre de 1932 al 15 de septiembre de 1936 cuando terminó su mandato. Fue designado Presidente del Partido Nacional Revolucionario (ahora PRI) al iniciar el gobierno de Lázaro Cárdenas del Río. Fielmente callista, al ocurrir el rompimiento de Cárdenas y Calles renunció a la presidencia del partido. El 1 de diciembre de 1952 el presidente Adolfo Ruiz Cortines lo nombró Secretario de la Defensa Nacional, cargo en el que permaneció hasta 1958 al culminar ese sexenio presidencial. Durante su gestión impulsó una iniciativa del general de brigada Alfonso Cruz Rivera, jefe de la Fuerza Aérea Mexicana para crear la Secretaría del Aire. De hecho, el 24 de noviembre de 1955 se llevó a cabo un debate en el Senado de la República con respecto a la posibilidad y conveniencia de crear dicha Secretaría. Así mismo, propuso una Ley Orgánica para la FAM la cual fue ampliamente estudiada y diseñada por el Estado Mayor de la Fuerza Aérea. Sin embargo, fue la primera y última vez que este tema se trató a tan alto nivel político y pese a la negativa a la propuesta, este fue un tema que se especuló durante mucho tiempo. Dicha propuesta encontró fuerte oposición para su realización. Se presentaron argumentos inconvenientes en cuanto a su operación y administración, pues se rompería la coordinación entre cuerpos de tierra y aire en operaciones militares ordenadas por la SEDENA, a esto había que agregar un alto gravamen al presupuesto de la nación; sin embargo, se aceptaron algunas sugerencias para la Ley Orgánica de la FAM. Así mismo, con un Presidente austero y con la determinación de no hacer gastos que consideraba innecesarios, el alto mando del Ejército compuesto en su mayoría por generales que procedían de armas de tierra “Caballería, Infantería, etc.” que ocupaban los puestos de mayor jerarquía dentro de la SEDENA, no existían posibilidades de lograr la Secretaría del Aire.
El general Matías Ramos Santos brindó un gran apoyo a la Fuerza Aérea Mexicana habiendo logrado a través de la iniciativa del general Alfonso Cruz Rivera, la histórica recuperación de material de vuelo a través del Plan de Recuperación, proyecto propuesto por el general Cruz Rivera que tendría una duración de cerca de 3 años; habiendo echado al aire más de 140 aviones en el Desfile Militar de 1958, en lugar de los 28 aviones que recibió operativos al inicio de su gestión al frente de la FAM. Colocado a la fuerza aérea en un nivel de operatividad sin precedentes.

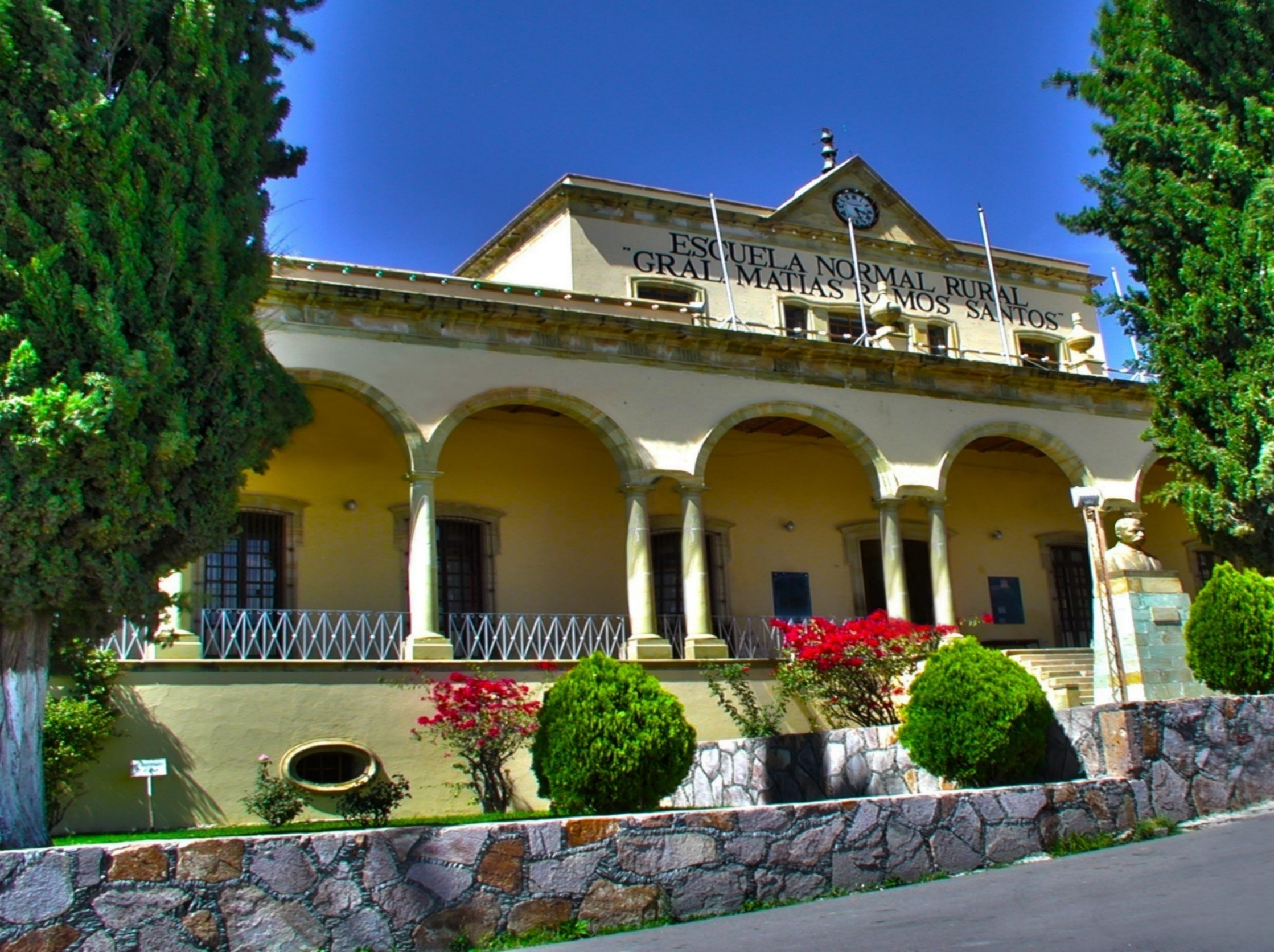
Escuela
Normal Rural Gral. Matías Ramos Santos - San Marcos, Zacatecas.

Entre sus obras están la Escuela Normal Rural de San Marcos, Zac. para que los maestros se integraran a las comunidades alejadas y ayudaran a la educación integral, escuela que merecidamente lleva su nombre “Gral. Matías Ramos Santos”.